# Ytyk-Kjuël'
Ytyk-Kjuël' (in lingua russa Ытык-Кюёль; in sacha Ытык күөл Ytyk küöl) è un villaggio di 6 758 abitanti situato nella Sacha-Jacuzia, in Russia. È il centro amministrativo del Tattinskij ulus. È situata sulla riva sinistra del fiume Tatta (affluente di sinistra dell'Aldan), 255 km a est della capitale Jakutsk. Si trova inoltre sulla R-504 (la strada Kolyma).
Il suo nome in lingua sacha significa "sacro, rispettato" e deriva da quello del lago che si trova al centro del paese, un piccolo lago di 250 m per 350, profondo 30 che serve da approvvigionamento idrico per gli abitanti.
Ytyk-Kjuël' è un centro agricolo, con allevamento di bestiame e produzione di latte.